# Andrij Procko
Andrij Andrijowycz Procko, ukr. Андрій Андрійович Процько, ros. Андрей Андреевич Процко, Andriej Andriejewicz Procko (ur. 14 października 1947 w Czernihowie) – ukraiński piłkarz, grający na pozycji napastnika, trener piłkarski.

## Kariera piłkarska
Wychowanek Szkoły Sportowej Desna Czernihów. Pierwsi trenerzy L.Rymski i L.Tarasewycz. W 1966 rozpoczął karierę piłkarską w klubie Desna Czernihów. W 1971 przeszedł do Dynama Chmielnicki. W 1973 został piłkarzem Chimika Czernihów. W 1974 przeszedł do Kołosu Połtawa, ale w następnym sezonie powrócił do Chimika. W 1977 ponownie zasilił skład Desny Czernihów, w której zakończył karierę piłkarza w roku 1980.

## Kariera trenerska
Po zakończeniu kariery piłkarza rozpoczął pracę szkoleniowca. Przez wiele lat pracował w sztabie szkoleniowym Desny Czernihów, pomagając trenować piłkarzy klubu. W pierwszej połowie 1983, w 1987, od sierpnia do końca 1989, od września 1994 do września 1996 prowadził czernihowski klub. Również od sierpnia do końca 1993 pełnił obowiązki głównego trenera Desny Czernihów. W sezonie 2002/03 po raz kolejny pomagał trenować piłkarzy Desny Czernihów.